# Catenicella uberrima
Catenicella uberrima är en mossdjursart som först beskrevs av Harmer 1957.  Catenicella uberrima ingår i släktet Catenicella och familjen Catenicellidae.
Artens utbredningsområde är Mexikanska golfen. Inga underarter finns listade i Catalogue of Life.